# Komory na Mistrzostwach Świata w Lekkoatletyce 2015
Komory na Mistrzostwach Świata w Lekkoatletyce 2015 – reprezentacja Komorów podczas Mistrzostw Świata w Pekinie liczyła 1 zawodnika, który nie zdobył medalu.

## Występy reprezentantów Komorów
| Konkurencja                         | Zawodnik           | Runda 1  | Runda 1 | Półfinał | Półfinał | Finał    | Finał   |
| Konkurencja                         | Zawodnik           | Rezultat | Pozycja | Rezultat | Pozycja  | Rezultat | Pozycja |
| ----------------------------------- | ------------------ | -------- | ------- | -------- | -------- | -------- | ------- |
| Bieg na 400 m przez płotki mężczyzn | Maoulida Daroueche | 53,06    | 40.     | NQ       | NQ       | NQ       | NQ      |